# Sant Quirc de Durro
Sant Quirc de Durro és una ermita romànica situada a Durro, pertanyent al municipi de la Vall de Boí (Alta Ribagorça), dins de l'antic terme de Durro. És una de les esglésies romàniques de la Vall de Boí que han estat declarades, en conjunt, Patrimoni de la Humanitat per la UNESCO.
S'arriba a Sant Quirc de Durro per una pista en bon estat que surt del mateix poble de Durro, cap al sud-oest. És perfectament visible des de qualsevol lloc del poble.
Fou una ermita construïda al segle XII

## Descripció
Es tracta d'una església molt senzilla arquitectònicament, amb una única nau i un absis semicircular, que s'inicia amb un arc presbiterial. Tota la nau, que compta amb una banqueta encastada al mur, té coberta de volta de canó. Acaba en un presbiteri que està lleugerament més enlairat que la nau.

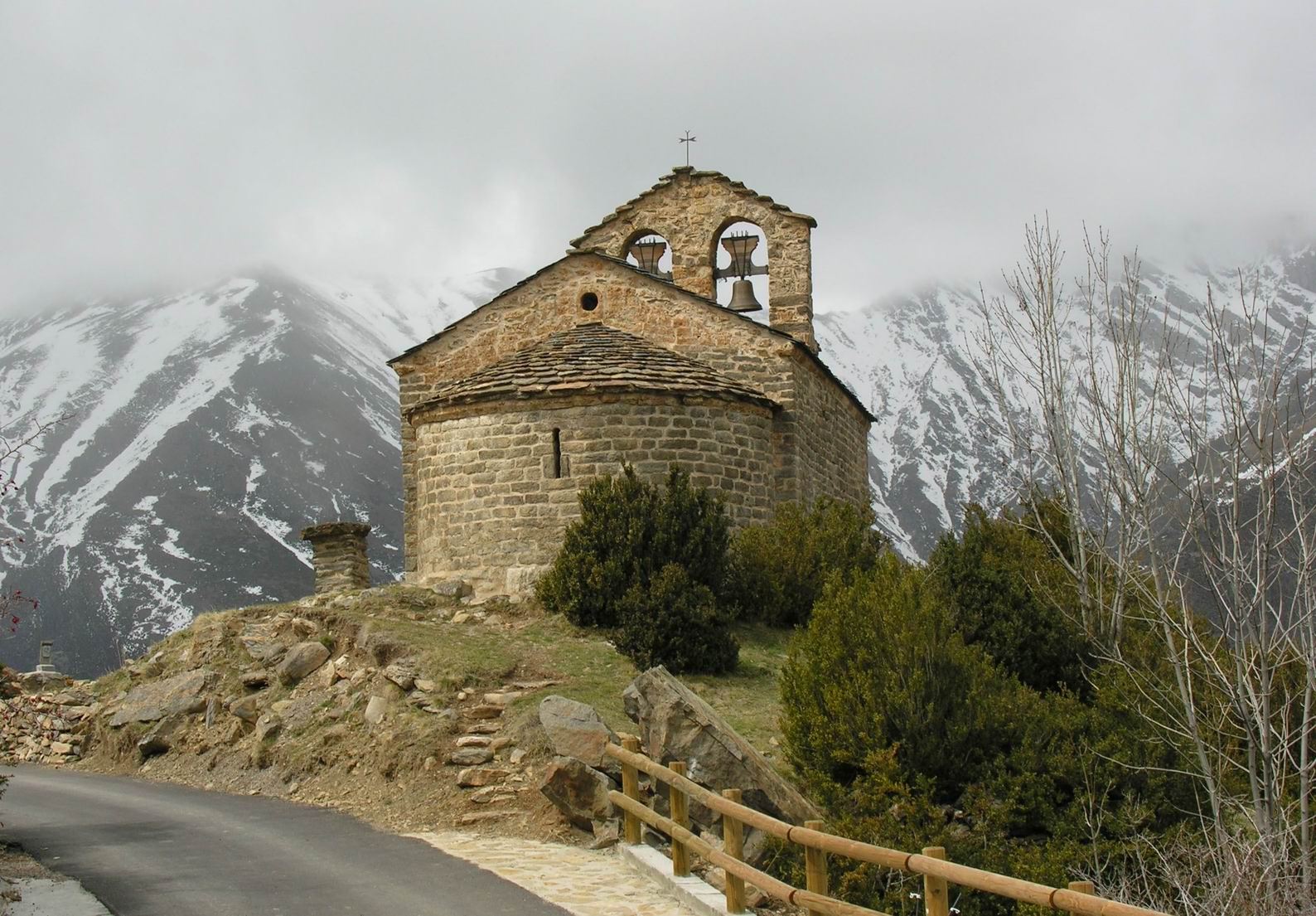
Vista des de l'absis

La il·luminació de l'edifici és molt limitada, només una espitllera en el centre de l'absis, un ull de bou a la capçalera i una altra obertura a la façana de ponent. El portal d'entrada és un arc de mig punt amb dovelles treballades de forma tosca que s'obre al centre del mur de migjorn.
L'aparell de la construcció és format per blocs de pedra de mides mitjanes; a la base n'hi ha, però, de grans proporcions. Tots han estat ben escantonats i disposats de manera regular en filades horitzontals.
L'ermita, originalment del segle xii, va tenir reformes als segles xvii i XVIII, es va afegir la volta de canó, amb l'arrebossat dels murs i el retaule barroc. En aquest moment es va construir el campanar, amb la seva espadanya de dos ulls. Arquitectònicament, l'església té paral·lels amb les parròquies de Sant Climent d'Iran o Sant Martí de Llesp.
L'any 1996 es va dur a terme la restauració de l'edifici, eliminant el sobreaixecament situat a sobre de la volta i es va instal·lar la còpia del frontal d'altar de Sant Quirc i Santa Julita.

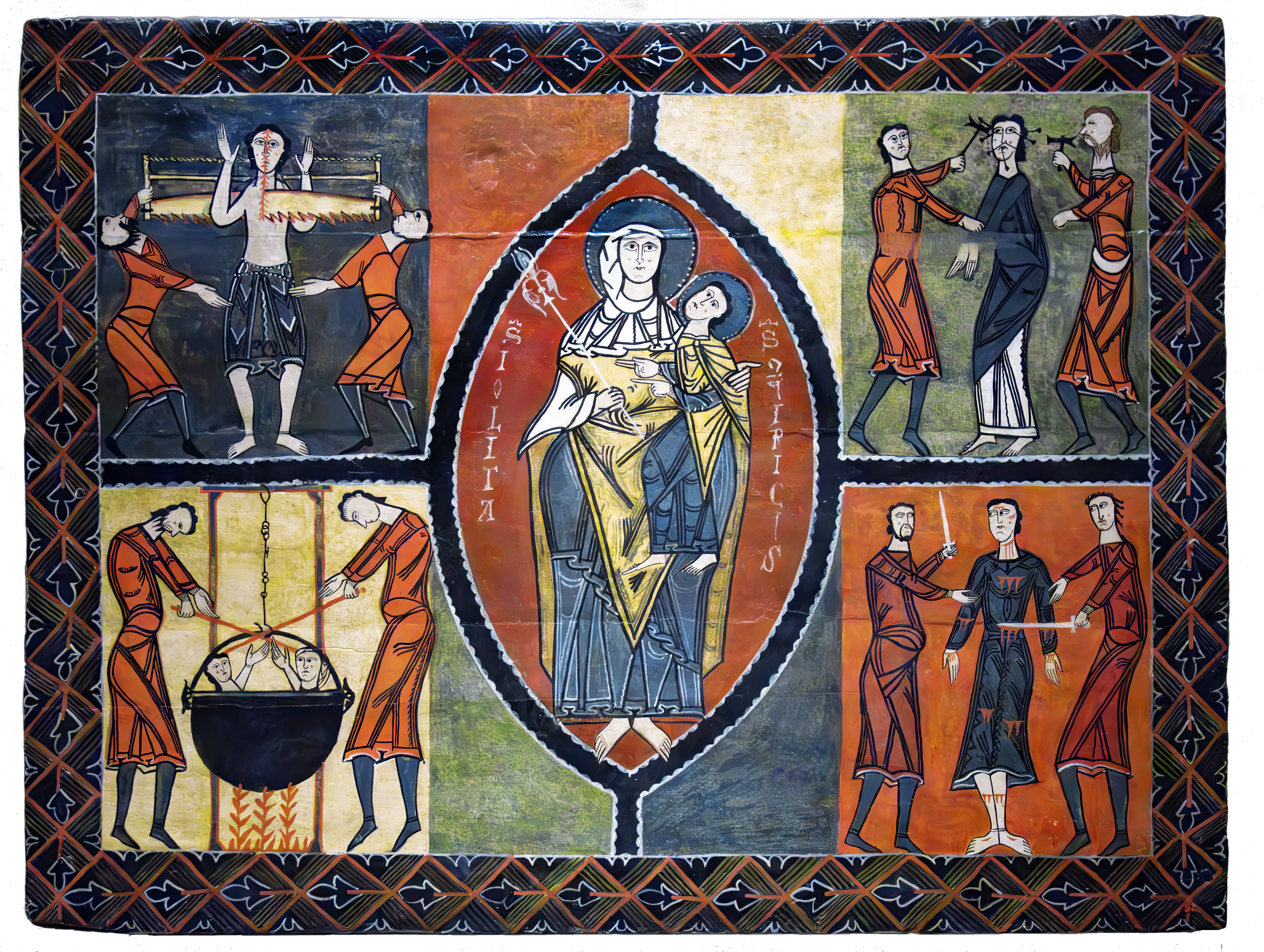
Frontal d'altar de Durro al MNAC

En el seu interior es va trobar un frontal d'altar que representa els martiris de Sant Quirc, el nen, i de Santa Julita, la mare, identificats per les inscripcions incorporades. Avui dia aquesta peça, adquirida per la Junta de Museus el 1923, es pot admirar en el Museu Nacional d'Art de Catalunya (MNAC, inv. 15 809).